# Пааво Нурмі
Па́аво Йо́ханнес Ну́рмі (фін. Paavo Johannes Nurmi; 13 червня 1897, Турку, Фінляндія — 2 жовтня 1973, Гельсінкі) — фінський стаєр, дев'ятиразовий олімпійський чемпіон, легенда олімпійського спорту.
У проміжку від 1920 по 1928 рік Пааво Нурмі виграв дев'ять золотих олімпійських медалей, сім індивідуальних та дві командні, а також три срібні медалі. Він вигравав медалі на дистанціях 1500 метрів, 3000 метрів (командну), 5000 метрів, 10000 метрів, у стипль-чезі та кросі.

## Біографія

### Дитинство
Пааво Нурмі народився в 1897 році в Турку (до 1918 — Або), портовому місті на південному заході Фінляндії. Він був другою дитиною в бідній сім'ї дрібного фермера і пізніше столяра Йохана Фредеріка і Матильди Вільгельміни Нурмі. Дисципліну Нурмі виявив ще дитиною, спостерігаючи за підготовкою членів місцевого легкоатлетичного клубу. У віці дев'яти років, на місцевому ярмарку, Нурмі виграв гонку між однокласниками на 1500 метрів. Через рік, коли він показує 5 хв 43 сек, багато спостерігачів вже відзначають його волю і витривалість. У 1910 році 13-річний чемпіон школи Пааво через передчасну смерть батька у віці 49 років як старший у родині кинув школу і став працівником прядильної фабрики. Нурмі ще не знав про свій потенціал.
 Успіх Ханнеса Колехмайнена на літніх Олімпійських іграх 1912 в Стокгольмі був джерелом натхнення для цілого покоління молодих фінських спортсменів. Юний Нурмі 31 травня 1914 року у віці шістнадцяти років брав участь в своєму першому офіційному матчі в Турку. Забіг юніорів на 3000 метрів він виграв з результатом 10.06,9.

### Перші успіхи
Пааво Нурмі вирішує відновити тренування. Ліцензіат Turun Urheiluliitto, легкоатлетичного клубу в Турку, якому він залишався вірним усю свою кар'єру, він вирішив почати сувору й інтенсивну підготовку, засновану на триразових тренуваннях, а також дотримуватися суворої вегетаріанської дієти. У 1919 році, на армійських змаганнях він виграв забіг на 15 км за 59.24 з відривом у півгодини від своїх конкурентів. Отримавши спеціальний дозвіл від свого начальства, Нурмі тепер тренується на дозвіллі у своєму полку. Йому вдалося поступово наблизитися до національних рекордів на 5000 м — 15.31 і 32.56 на 10 000 м.
У 1920 році, після служби в армії, він вступив у промислове училище в Гельсінкі. Він провчився три роки і отримав диплом інженера в галузі математики. Незадовго до Олімпіади в Антверпені, він поставив свій перший рекорд Фінляндії (8.36,2 на 3 000 м).

#### Результати в 1914-19
| Рік  | 2 000 м       | 3 000 м | 5 000 м | 10 000 м |
| ---- | ------------- | ------- | ------- | -------- |
| 1914 |               | 10.06,5 |         |          |
| 1915 | 6.06,8        | 9.30    | 15.50,7 |          |
| 1916 | 5.55          |         | 15.52,8 |          |
| 1917 |               |         | 15.47,5 |          |
| 1918 | 4.29 (1500 м) |         | 15.50,7 |          |
| 1919 |               | 8.58,1  | 15.31,5 | 32.56    |

### Олімпійські ігри в Антверпені (1920)
На спортивній арені Нурмі вперше з'явився у 1920 році на Літніх Олімпійських іграх в Антверпені. Перший вид своєї олімпійської програми, забіг на 5000 м, він програв, через недосвідченість дозволивши французові Жозефу Гійємо обійти себе на фінішній прямій. Цей 20-річний ветеран, який щойно оговтався від отруєння газом під час війни, спуртував на останньому колі так, що навіть нездоланний Нурмі не зміг гідно відповісти. Це буде єдина поразка в його олімпійській кар'єрі від іноземного конкурента. Через три дні Нурмі отримав можливість відшкодувати втрачене на дистанції 10 000 м. Першим зі старту пішов шотландець Джеймс Вілсон, за два кола до фінішу Нурмі вийшов уперед. Гійємо ненадовго обігнав його на останньому колі, але Нурмі випередив його на фініші. З часом 31.45,8, він покращив особистий рекорд майже на хвилину і заробив свій перший олімпійський титул. Це його перша велика міжнародна перемога, і Нурмі не виявляв жодних емоцій, як буде робити протягом всієї своєї кар'єри. За цим на іграх 1920 року пішли ще два золота — в особистому та командному кросі на 10 000 ;м.

### 1921—1923 роки
Протягом 1921–1924 років Нурмі перевищив 24 світові рекорди на дистанціях від 1500 м до 20 км.
Після Ігор Нурмі переїхав у Гельсінкі і почав підготовку до побиття світових рекордів. У цей час він домінував на всіх довгих дистанціях. Він зумів залишитися непереможеним між 1921 і 1925 на дистанціях від 1 500 метрів до 10000 м. Перша спроба 20 червня 1921, 5 000 метрів у Стокгольмі, але погані умови завадили йому. Два дні по тому, 22 червня 1921 року у Стокгольмі, він оновлює світовий рекорд на 10000 м Жана Буена, показавши 30.40,2. У цьому ж забігу по ходу на шести милях було 29.41,2, також краще за світовий рекорд, але час не було затверджено. В 1922 Нурмі повернувся до полювання на рекорди. По-перше, він покращив 4 вересня світовий рекорд 1912 року Ханнеса Колемайнена на 2000 метрів, показавши 5.26,3. Потім були рекорди на 5000 м (14.35,4) і 3 км в 1922 році. Наприкінці 1923 року фін став першим спортсменом, що тримав світові рекорди на трьох головних дистанціях: миля, 5000 м і 10000 м. Наступного року він додає до них 1500 м за 3.52,6.

### Олімпійські ігри в Парижі (1924)

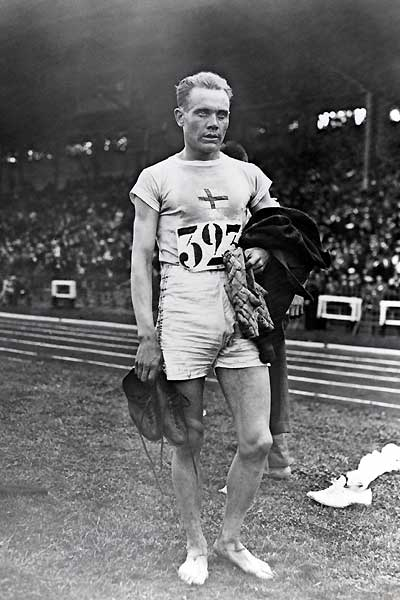

Коли почався стартовий відлік перед іграми 1924, Нурмі перейшов до інтенсивних тренувань. Крім довгої прогулянки і ранкових вправ, вранці він кілька разів пробігав від 80 до 400 м. Потім він долав милю, завжди виходячи з п'яти хвилин. І тільки після цього снідав.
Нурмі пробіг у забігу на дистанції 1500 м початкові 500 м швидше, ніж пробіг Джим Райан у 1967 році. Потім Нурмі у спринтерському темпі забезпечив собі відрив у сорок метрів, а після зберіг його і фінішував на півторакілометрівці з олімпійським рекордом 3.53,6.
Незабаром Нурмі зайняв своє місце на старті забігу на 5000 м поруч зі своїм співвітчизником Вілле Рітола, який переміг у бігу на 10 000 м за чотири дні до того. Нурмі, зачеплений тим, що фінське спортивне керівництво поставило бігти 10 000 м не його, а Рітола, вирішив «бігти за себе, а не за Фінляндію» і довести всьому світові, що є найкращим стаєром Олімпіади. Суперники з самого старту задали неймовірну швидкість. Однак Нурмі, який біг рівним і механічним кроком, витримав темп, очоливши забіг з половини дистанції. На останніх восьми колах він тримався за кілька ярдів попереду інших. Нарешті, Нурмі, в останній раз звірився з секундоміром, кинув його на траву і помчав до фінішної стрічки, на яку накотив з олімпійським рекордом 14.31,2.
Після цього Пааво виграв ще три золоті медалі на Іграх 1924 року — особистий крос, командний крос і командний біг на 3000 м.

### Гастролі в США (1925)

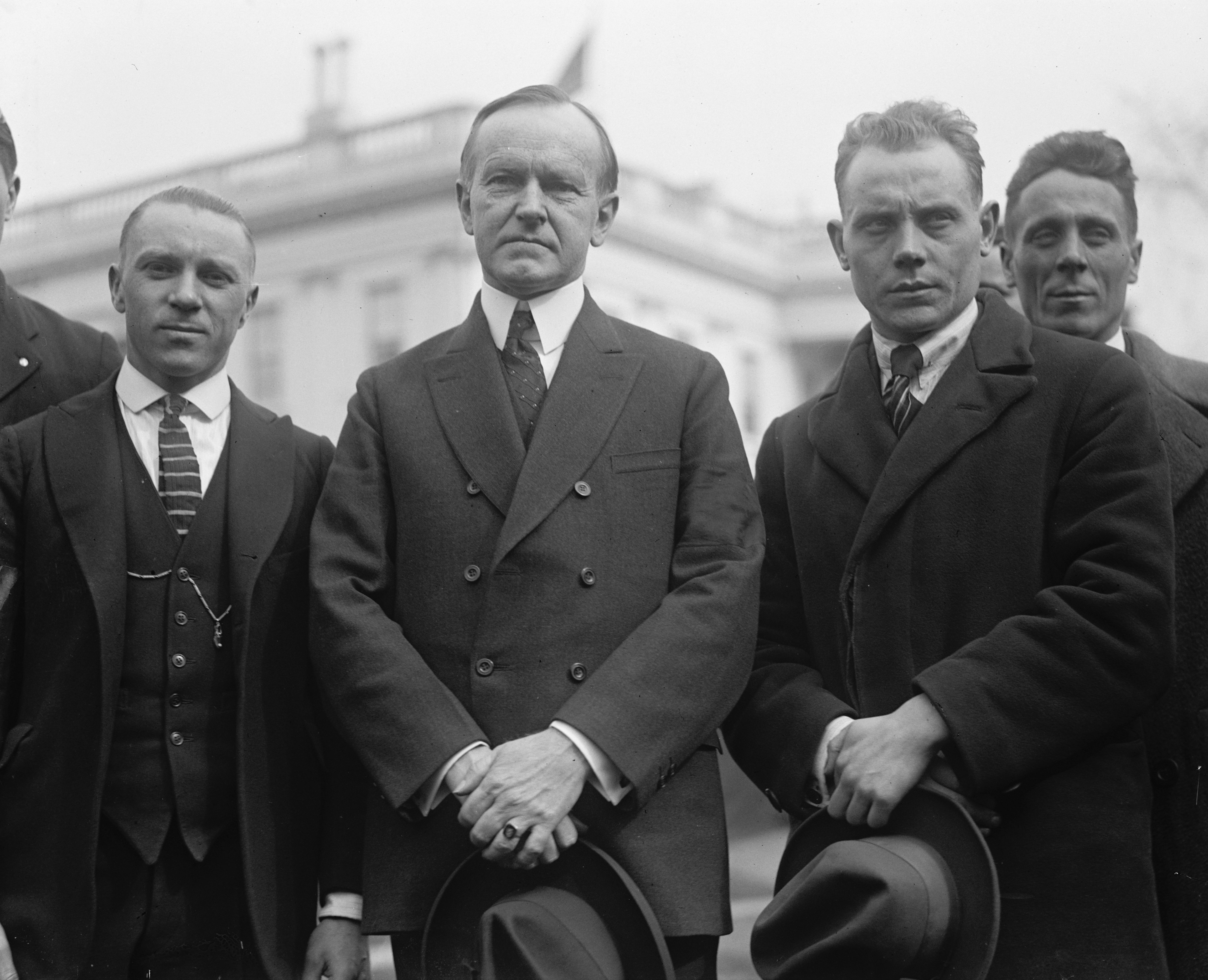
, ліворуч, та Пааво Нурмі, праворуч, під час зустрічі з президентом США Калвіном Куліджем у Білому домі 21 лютого 1925 року

Тур Нурмі по США почався наприкінці 1924 року і тривав п'ять місяців. З 55 стартів він програв лише два. Перший забіг відбувся в критому спортивному комплексі Медісон-сквер-гарден 6 січня 1925. Нурмі виграв у ту ніч милю з часом 4.13,6 і 5 000 м (14.44,6). Обидва рази були поліпшені старі рекорди і переможені вже знайомі по Олімпіаді суперники. Джой Рей посів друге місце на милю і Вілле Рітола на 5000 метрів.
За п'ять місяців, проїхавши 50 000 км по всій території Сполучених Штатів, він удень виступає в школах, університетах або військових казармах, і змагається ввечері, здебільшого на критому треку, і на відстані в метрах або ярдах. Змагання, запропоновані промоутерами Нурмі, іноді незвичайні. Він біг проти естафети, що складається з членів індіанського племені. 17 квітня був забіг з гандикапом. Через п'ять місяців, Пааво Нурмі мав 51 перемогу в 55 стартах (45 в приміщенні), один схід і дві поразки у гандикапі, 12 нових світових досягнень на традиційних і безліч на рідкісних дистанціях. Він зазнав своєї єдиної поразки в останньому старті 26 травня 1925 року в Нью-Йорку на 880 ярдів проти найсильнішого мильовика США Алана Гелффріча.
Американці закохалися в людину, у якої був «низький пульс, але висока такса», і дали йому прізвисько Фантом. Тур був економічно вигідний не тільки для Нурмі, але також і для його рідної країни, бо споглядання діяльності Нурмі переконало керівництво США надати Фінляндії кредит в 400 мільйонів DM.

### Повернення в Європу

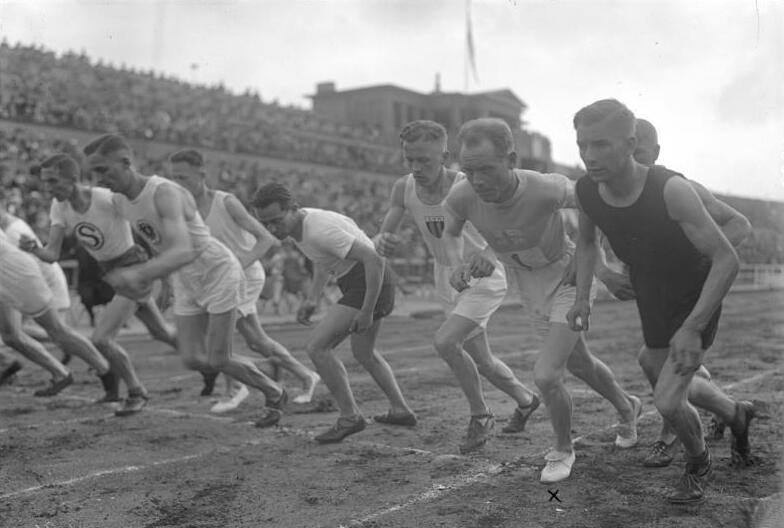
Нурмі (номер 1), на старті забігу на 3000 м у Берліні в 1926 році

Повернувшись до Європи, Пааво Нурмі бере участь у різних змаганнях, але його панування на олімпійських дистанціях зникає. Незважаючи на успіхи в забігах на 1 500, 5 000 і 10 000 метрів, він не може поліпшити свій власний світовий рекорд і його перемоги стають менш переконливими.

### Олімпійські ігри в Амстердамі (1928)
На Олімпіаді 1928 року Нурмі завоював ще одну золоту медаль і дві срібні, вигравши дистанцію 10 000 м.
Нурмі вирішив сконцентруватися на довгих дистанціях.
На 10 000 м, йому вдається утримувати відрив від свого земляка Вілле Рітола і фінішувати з часом 30.18,8. Без будь-якої демонстрації радості, не звертаючи уваги на старання його суперника, він зникає зі сцени відразу після гонки. Рітола отримав реванш кілька днів потому, чинячи опір фінішному прискоренню Нурмі на 5 000} метрів. Швед Едвін Віде залишився третім. Після гонки Пааво Нурмі сидів на траві кілька хвилин, скаржачись на біль стегна і вперше висловлюючи втому. Третій акт фінського двобою відбувся на 3 000 м з перешкодами. Рітола втратив суперника через раннє падіння Нурмі, однак, той значно випереджав інших фінів у фіналі. Тим не менш він виграв третю олімпійську медаль на цих іграх. Восени 1928 року Нурмі оголосив намір закінчити спортивну кар'єру наприкінці сезону: «Це мій останній сезон на треку. Я старію».

### 1929—1932 роки
У 1929 році разом з Віде Нурмі брав участь в комерційному турі по США (Рітола до цього часу став професіоналом). Після повернення він встановив в Лондоні новий світовий рекорд, пробігши 20 км за 1:04.38. Повернувши собі форму, він знову оголосив, що бажає зосередити увагу на підготовці до марафону на Олімпійських іграх 1932, дисципліні, яку виграв в 1920 році кумир його дитинства, Ханнес Колемайнен.

### Усунення (1932)
У Стокгольмському матчі Фінляндія-Швеція 1931 на дистанції 800 метрів сталася бійка між бігунами. На заключному бенкеті новий президент ФЛАФі і майбутній президент Фінляндії Урхо Кекконен оголосив, що Фінляндія не буде більше брати участь в цих матчах. Ця заява збільшила зусилля Зігфріда Едстрема, шведського президента ІААФ і віце-президента МОК, оголосити Нурмі професіоналом, і, таким чином, усунути його від участі в Олімпійських Іграх.

#### Звинувачення в професіоналізмі (1932)
Нурмі звинувачували в отриманні великих призових грошей за світовий рекорд на 20 000 метрів в 1931 році та великих компенсаціях транспортних витрат на змаганнях у Німеччині (Гданську).
У квітні 1932 Нурмі був відсторонений від міжнародних змагань. Він продовжував готуватися. 26 червня на відбіркових змаганнях у Виборзі він пробіг короткий марафон (40,2 км) без пиття з неофіційним рекордом світу 2:22. Після цього його заявили на дві дистанції — 10 000 метрів і марафон. Але за два дні до старту марафону рішенням Міжнародного олімпійського комітету Пааво Нурмі був усунений від участі в Олімпійських іграх, що проходили в Лос-Анжелесі, оскільки було доведено факт заробляння ним грошей за допомогою бігу і він був визнаний професіоналом.

### Подальша спортивна кар'єра
Нурмі не став професіоналом. Хоча на міжнародні старти доступ йому був закритий, він продовжував виступати на домашніх змаганнях. Чемпіон Фінляндії на 1500 м в 1933 році, він закінчив свою спортивну кар'єру 16 вересня 1934, вигравши 10 000 метрів (31.39,2) у Виборзі. За кілька тижнів до цього рішенням Конгресу ІААФ дванадцятьма голосами проти п'яти його дискваліфікація стала довічною. До кінця життя він відчував гіркоту від такого рішення. Однак він повернувся на олімпійську арену в 1952 році, на Олімпіаді в Гельсінкі, де йому доручили запалити олімпійський вогонь. Олімпійський факел йому передав інший відомий фінський спортсмен — Ханнес Колехмайнен.

## Досягнення

### Олімпійські ігри
Нурмі завоював найбільше олімпійських медалей з легкої атлетики, 12. Як і Лариса Латиніна, Марк Спітц (7 золотих в Мюнхені-1972) і Карл Льюїс, з дев'ятьма золотими олімпійськими медалями (шість в Парижі), він поступається лише Майклу Фелпсу з його чотирнадцятьма (8 золотих в Пекіні). У зв'язку з цим він часто вважається найкращим легкоатлетом всіх часів.

### Рекорди
Незрівняний «летючий фін» встановив 22 офіційні рекорди світу.
Під час свого турне по США в 1925 році Пааво Нурмі встановив 29 неофіційних світових рекордів для критих приміщень. Однак ІААФ не затверджувало офіційні світові рекорди для критих приміщень до 1987 року. Наприкінці XX століття, стрибун з жердиною Сергій Бубка, встановивши 35 світових рекордів (17 рекордів для відкритих стадіонів і 18 в залах), наблизився до цього рекорду.
| Дистанція               | Результат | Дата            | Місце     | Побиті                                         |
| ----------------------- | --------- | --------------- | --------- | ---------------------------------------------- |
| 1 500 м                 | 3.52,6    | 1924            | Гельсінкі | Отто Пельтцер, 1926                            |
| 1 миля                  | 4.10,4    | 1923            | Стокгольм | Жюль Лядумег, 1931                             |
| 2000 м                  | 5.26,3    | 1922            | Тампере   | Едвін Віде, 1925                               |
|                         | 5.24,6    | 1927            | Куопіо    | Ейно Пур'є, 1927                               |
| 3000 м                  | 8.28,6    | 1922            | Турку     | Едвін Віде, 1925                               |
|                         | 8.25,4    | 1926            | Берлін    | Пааво Нурмі, 1926                              |
|                         | 8.20,4    | 1926            | Стокгольм | Януш Кусоцинський, 1932                        |
| 2 милі                  | 8.59,6    | 1931            | Гельсінкі | Дональд Лаш, 1936                              |
| 3 милі                  | 14.11,2   | 1923            | Стокгольм | Лаурі Лехтінен, 1932                           |
| 5 000 м                 | 14.35,4   | 1922            | Стокгольм | Пааво Нурмі, 1924                              |
|                         | 14.28,2   | 1924            | Гельсінкі | Лаурі Лехтінен, 1932                           |
| 4 милі                  | 19.15,4   | 1924            | Виборг    | Януш Кусоцинський, 1932                        |
| 5 миль                  | 24.06,2   | 1924            | Виборг    | (останній затверджений рекорд; був повторений) |
| 6 миль                  | 29.36,4   | 1930            | Лондон    | Ілмарі Салмінен, 1937                          |
| 10000 м                 | 30.40,2   | 1921            | Стокгольм | Вілле Рітола, 1924                             |
|                         | 30.06,2   | 1924            | Куопіо    | Ілмарі Салмінен, 1937                          |
| 15000 м                 | 46.49,6   | 1928            | Берлін    | (останній затверджений рекорд; був повторений) |
| 10 миль                 | 50.15,0   | 1928            | Берлін    | Вільо Хейно, 1945                              |
| 20000 м                 | 1.04.38,4 | 1930            | Стокгольм | Хуан Карлос Сабала, 1936                       |
| Годинний біг            | <19210 м> | 1928            | Берлін    | Вільо Хейно, 1945                              |
| 4x1500 м                | 16.26,2   | 1926            | Стокгольм | Фінляндія, 1926                                |
|                         | 16.11,4   | 1926            | Виборг    | Велика Британія, 1931                          |
| Не затверджені офіційно |           |                 |           |                                                |
| 6 миль                  | 29.41,2   | Стокгольм, 1921 |           |                                                |

### Інші рекорди
Нурмі брав участь в 300 змаганнях, з яких програв після 1919 року лише 15.
Нурмі утримував світові рекорди на 5000 і 10000 м 2849 днів. Це досягнення Кененіса Бекеле перевершив у березні 2012.

## Підготовка
Ще під час активної спортивної кар'єри Нурмі склалася загальна думка тренерів, що навіть у Фінляндії існували більш обдаровані бігуни, ніж Пааво. Тільки завдяки наполегливій праці та цілеспрямованості він став олімпійським чемпіоном. Він був нещадним до себе, швидко вчився, читав спортивну літературу, перевіряв різні методики тренувань і відчував своє тіло під навантаженням. Одним з його відомих прийомів подовжувати крок було бігти позаду потяга, тримаючись рукою за задній вагон. (Нині ця ділянка в Турку розібрана, раніше потяг знижував швидкість на підйомі протягом 2 км).

## Після спортивної кар'єри
Ще наприкінці спортивної кар'єри Пааво Нурмі почав вкладати призові в бізнес. Отримав освіту в галузі конструювання, він ознайомився з діяльністю біржі читаючи Financial Times і слухаючи лекції з економіки. Він був ощадливий, але це не перешкоджало ризикувати в угодах. Паралельно з торгівлею цінними паперами він будував 40 будинків у Гельсінкі. Як будівельник він був такий же педант як і спортсмен і часто ходив дивитися на будівельний майданчик. Він наголошував на якості будматеріалів. Нурмі заснував в 1936 компанію  Asusteliike Paavo Nurmi Oy і був її виконавчим директором до 1973.
Публічно Нурмі пробіг 1952, на відкритті Олімпійських ігор, коли він вніс олімпійський вогонь на стадіон. Без тертя з Міжнародним олімпійським комітетом тут не обійшлося, оскільки Нурмі й раніше вважав своє зарахування в професіонали 20 років тому несправедливістю. Після спортивної кар'єри Нурмі ще гірше почав ставитися до ЗМІ — кажуть він погодився на інтерв'ю каналу Yle на своє 70-річчя лише тому, що брав інтерв'ю сам президент Урхо Кекконен.

## Останні роки

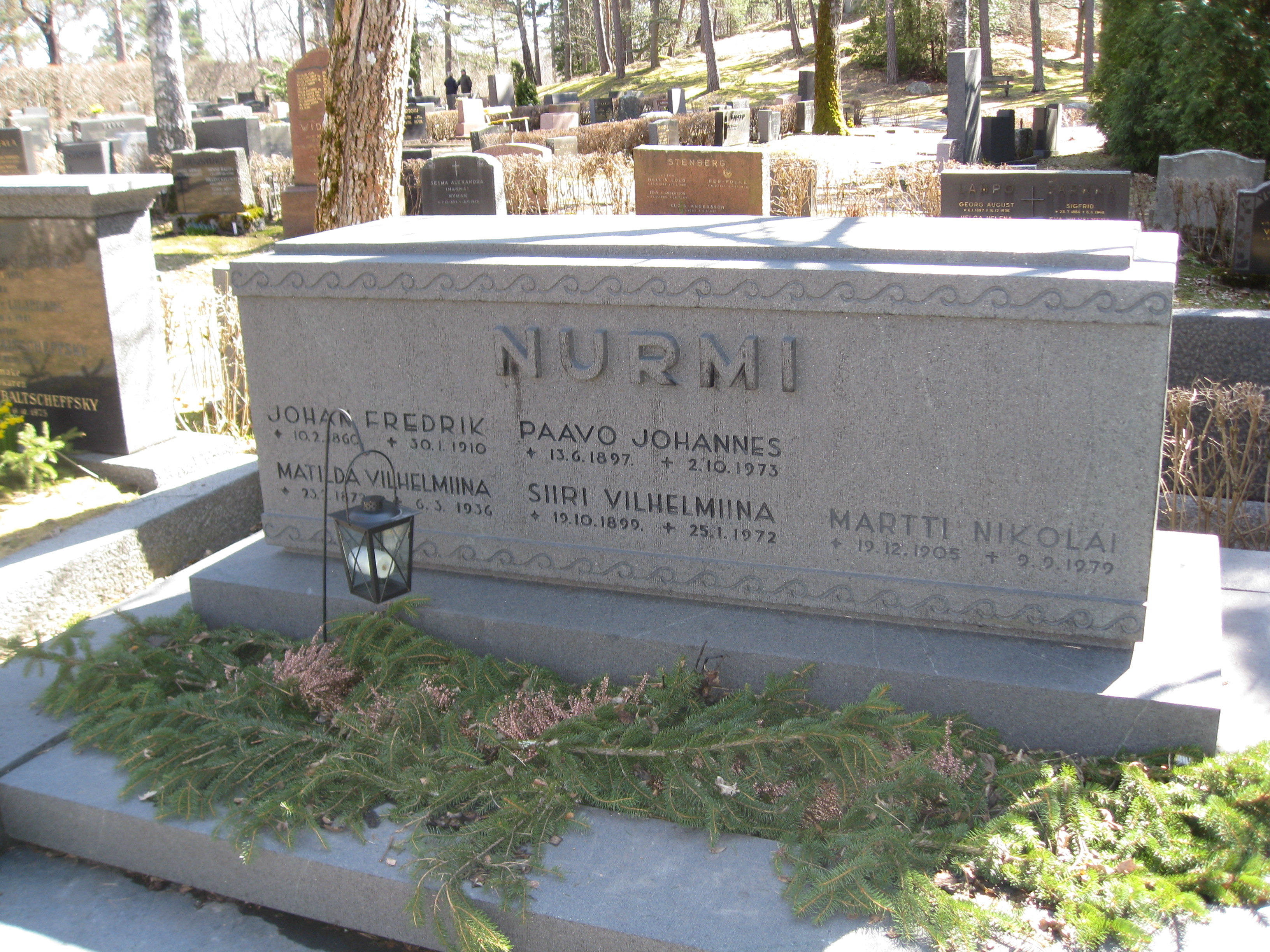
Могила сім'ї Пааво Нурмі на кладовищі Турку

Нурмі недовго (1932—35) був одружений з Сюльві Лааксонен.
У 1932 році народився син Матті. Для наступного покоління Пааво Нурмі залишився міфічним персонажем, говорили, що по-справжньому він відкритий тільки у бігу. У нього було мало друзів і ще менше тих, кому він вірив. Навіть син визнав, що не знає по-справжньому батька. Пааво Нурмі не схвалював спортивні заняття сина і вважав, що той ніколи не стане хорошим бігуном. Матті все ж в 1950-х роках бігав середні дистанції на національному рівні.
11 липня 1957 Матті в знаменитому забігу в Турку, коли «три Олаві» (Салсола, Салонен і Вуорісало) побили рекорд світу в бігу на 1500 метрів, був на далекому 9 місці з особистим рекордом, що поступався рекорду батька 2,2 секунди.
Найкращий результат Матті Нурмі на 3000 метрів дорівнював рекорду батька, 800 метрів він пробігав швидше (1.53).
Пааво Нурмі був вегетаріанцем з 12 років, Тойво Кайла писав в своїй книзі, що вегетаріанство тривало лише до 18 років. «Життя було важке, і ми їли тільки зелені овочі» — писав пізніше з гумором Нурмі.
Нурмі писав про спорт, тексти опубліковували спортивні товариства Турку і Фінляндії, а також Associated Press, розповіді розійшлися по всьому світу. Ерккі Веттенніемі зібрав записи Пааво Нурмі в антологію. Улюбленими письменниками бігуна були Франс Ееміль Сіланпяя і Лев Толстой.
Незважаючи на приписувані йому журналістами висловлювання, Пааво Нурмі часто наводиться як приклад чесного спортсмена, який ніколи не вживав допінг.
Нурмі переніс інфаркт міокарда наприкінці 1950-х, проте, він продовжив свою справу, але у 1967 році він переніс інсульт, після якого був паралізований на одну сторону. У цей час він назвав спорт марною тратою часу в порівнянні з наукою та мистецтвом. Перенісши напад, він вирішив фінансувати науково-дослідний центр серцево-судинних захворювань. Пааво Нурмі помер 2 жовтня 1973 в Гельсінкі, абсолютно сліпий і майже німий, після довгої хвороби. Прославлений король стайєрів зійшов з життєвої доріжки. Крім тих, хто ніс гріб був Лассе Вірен, який мав зустрітися з П.Нурмі 1 жовтня.  Гріб несли також Тайсто Мякі, Харрі Ларва, Тойво Лоукола, Вейкко Карвонен, Лассе Віртанен, Вільйо Хейно та Ілмарі Салмінен. За гробом йшов Вілле Ритола, який не в змозі був його нести. Над старим хельсінським собором прозвучала траурна мелодія "Замовкнувша скрипка"

## Вшанування

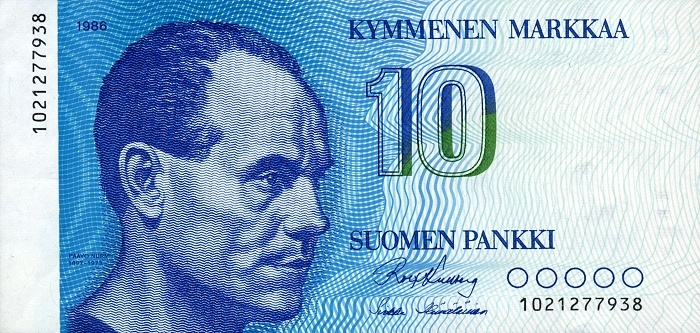

- У рідному місті Пааво Нурмі, Турку, на його честь споруджено пам'ятник роботи Вайно Аалтонена 1925 року. Інші пам'ятники видатному стаєру стоять у Гельсінкі, перед Олімпійським стадіоном та в парку Олімпійського музею в Лозанні.
- На честь спортсмена названо астероїд 1740 Пааво Нурмі[28].